# Edmontosaurus annectens
Az Edmontosaurus annectens a hüllők (Reptilia) osztályának dinoszauruszok csoportjába, ezen belül a madármedencéjűek (Ornithischia) rendjébe, az Ornithopoda alrendjébe és a Hadrosauridae családjába tartozó faj.

## Tudnivalók
Az Edmontosaurus annectens, melyet korábban Anatotitan néven ismertek, 67–66 millió évvel élt ezelőtt, a késő kréta korhoz tartozó maastrichti korszakban. Az idők során ezt az állatfajt több dinoszaurusz nembe is besorolták: Diclonius, Trachodon, Hadrosaurus, Claosaurus, Thespesius, Anatosaurus és Anatotitan. Legújabban viszont Edmontosaurusnak vélik.
Az Edmontosaurus annectensról, legalább 20 különböző részleges koponyának és számos csontváznak köszönhetően tudunk. A maradványokat, a kanadai és az Amerikai Egyesült Államokbeli Frenchman-formációban, Hell Creek formációban és Lance-formációban találták meg.
Ez az állat egy madármedencéjű dinoszaurusz volt, és ahhoz a családhoz tartózott, amelyet Hadrosauridae vagy kacsacsőrű dinoszauruszok néven ismerünk. A hátsó lábai hosszúak és erősek voltak, ezeken három, pataszerű ujj ült, míg a mellső lábak rövidebbek és egyujjú kesztyűre hasonlítottak. Az állat, legelés közben, négy lábon állt, de ha kellett, két lábra is fel tudott állni; feltételezések szerint két lábon szaladott.
E dinoszaurusz állkapcsának az elülső része, széles csőr alakú volt. Kicsivel hátrébb, egy egész sor, erős fog helyezkedett el. Az állat, több száz fogával, pasztaszerűvé őrölte a táplálékát, mielőtt lenyelte. Mint az Iguanodonnak, az Edmontosaurus annectensnek is tömzsi farka és vastag nyaka volt.
E hadroszauruszfaj hossza, körülbelül 12 méter és testtömege 3 tonna lehetett.

## Lelőhelyek
Az Edmontosaurus annectens fentebb felsorolt lelőhelyei a kanadai Saskatchewan tartományban, valamint az USA-beli Észak- és Dél-Dakota, Montana, Wyoming és Colorado államokban vannak.

## Képek

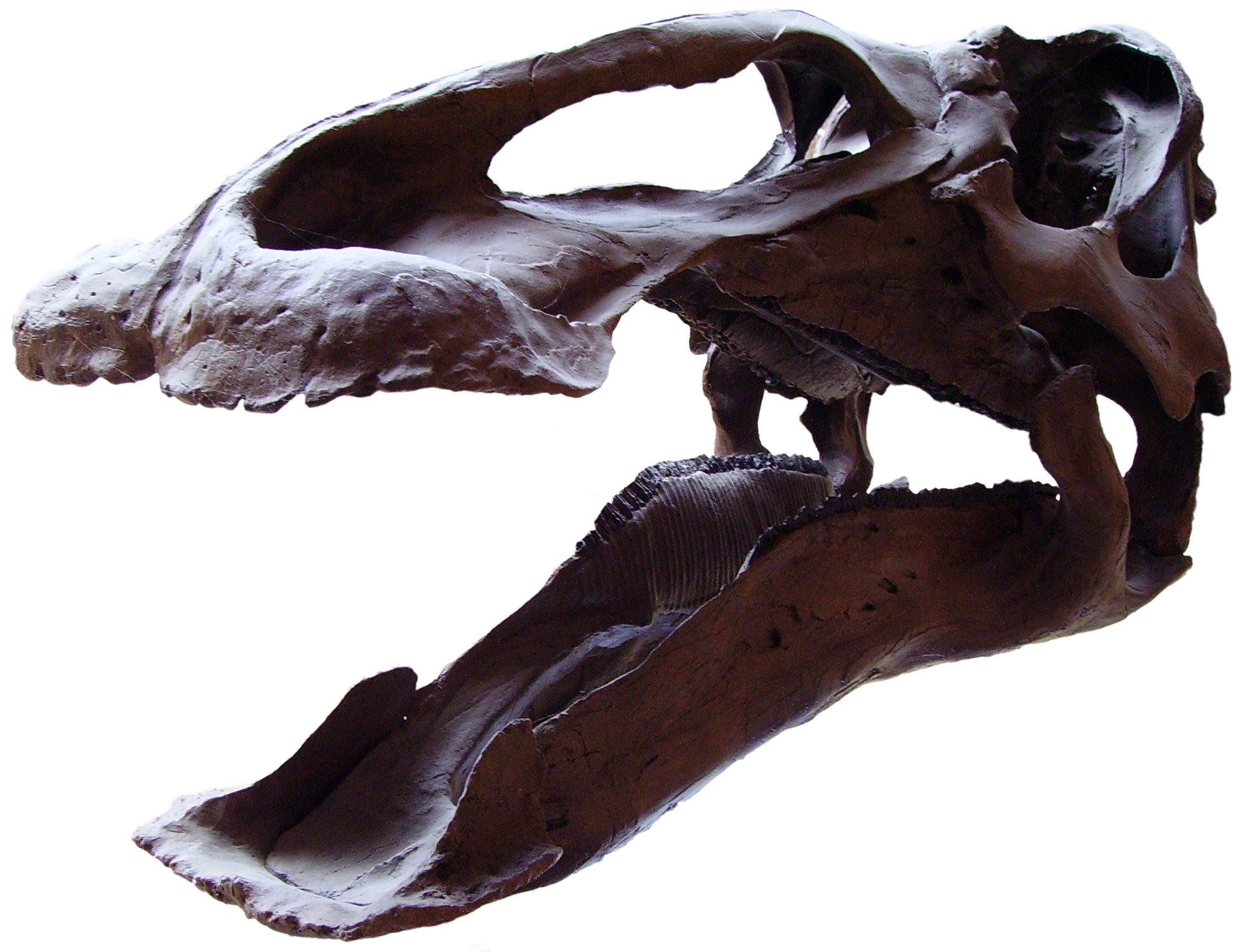
A koponyája
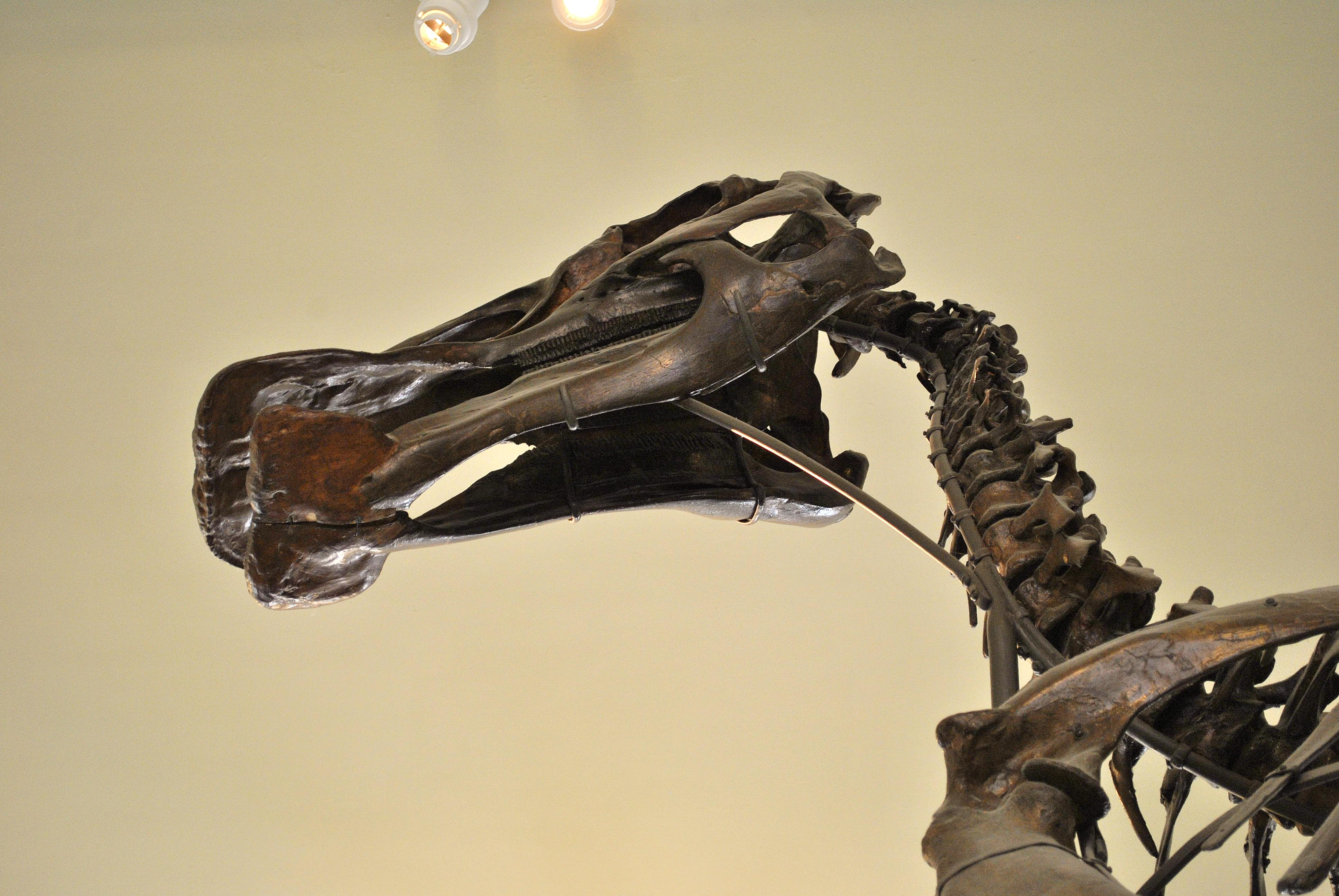
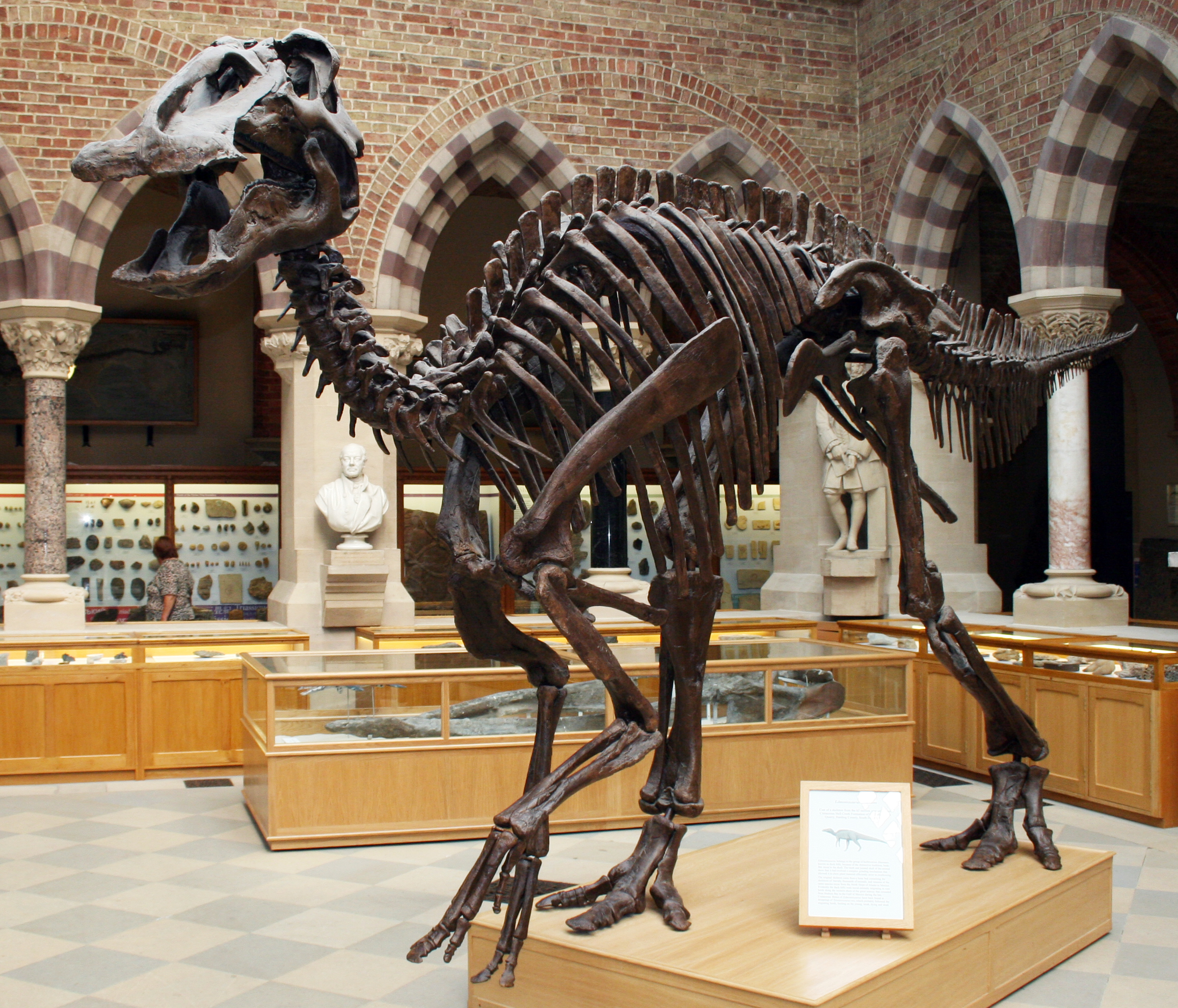
A csontváza
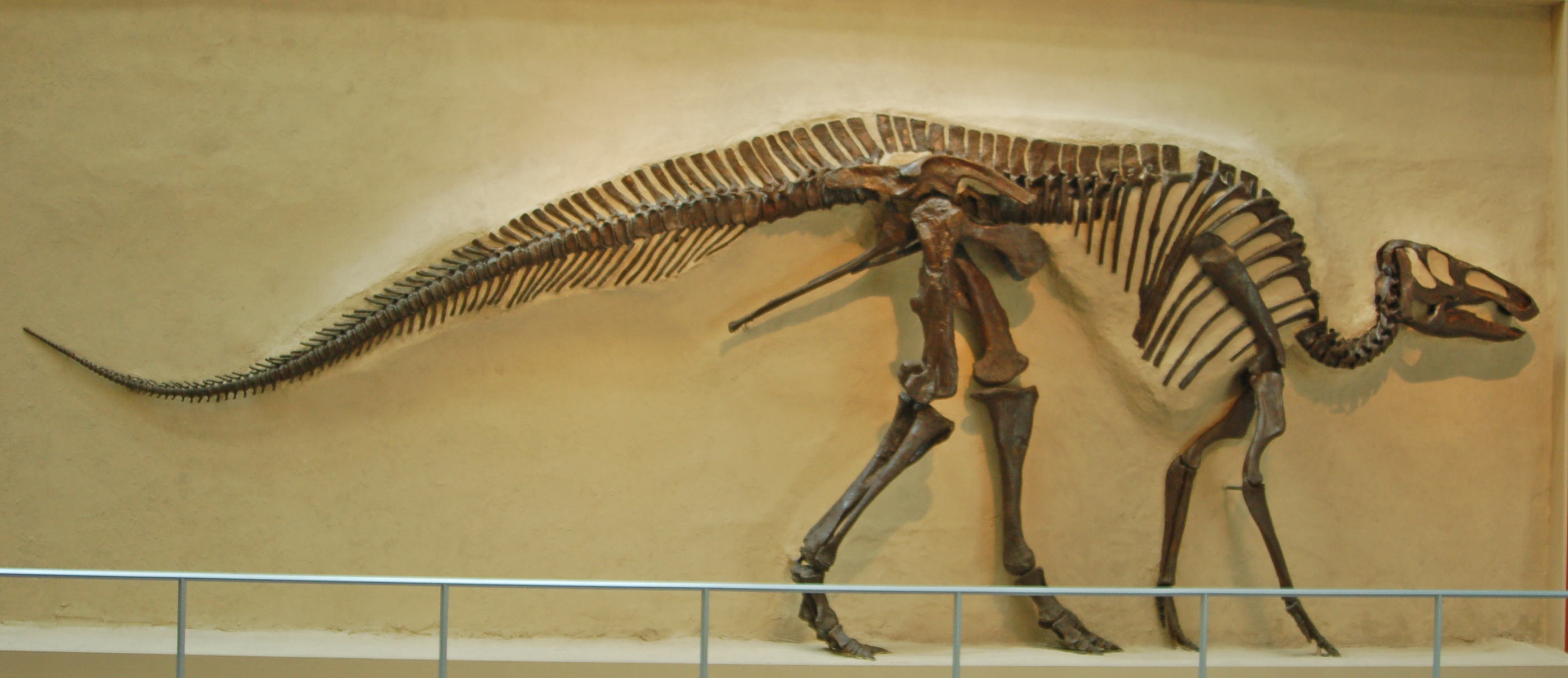
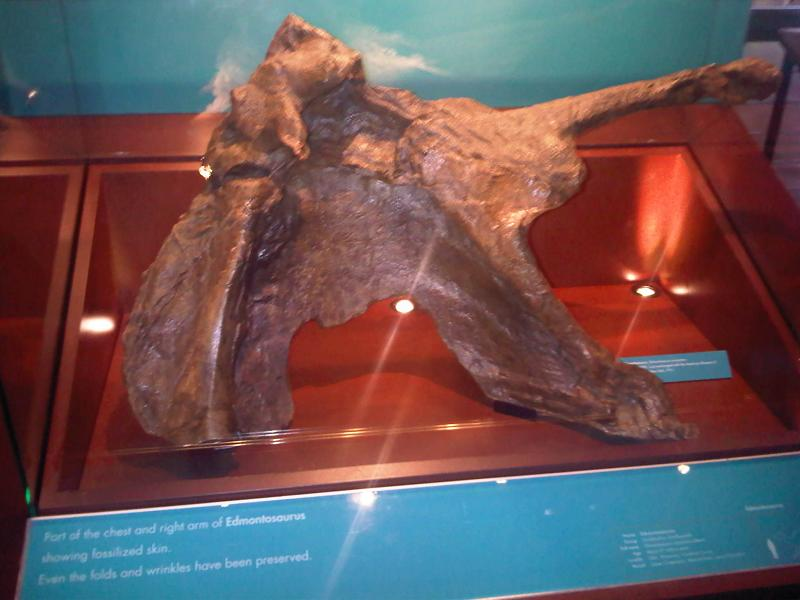
A mell egy része és a jobb kar, amelyen megkövesedett bőr látható. Még a ráncok és a gyűrődések is megmaradtak
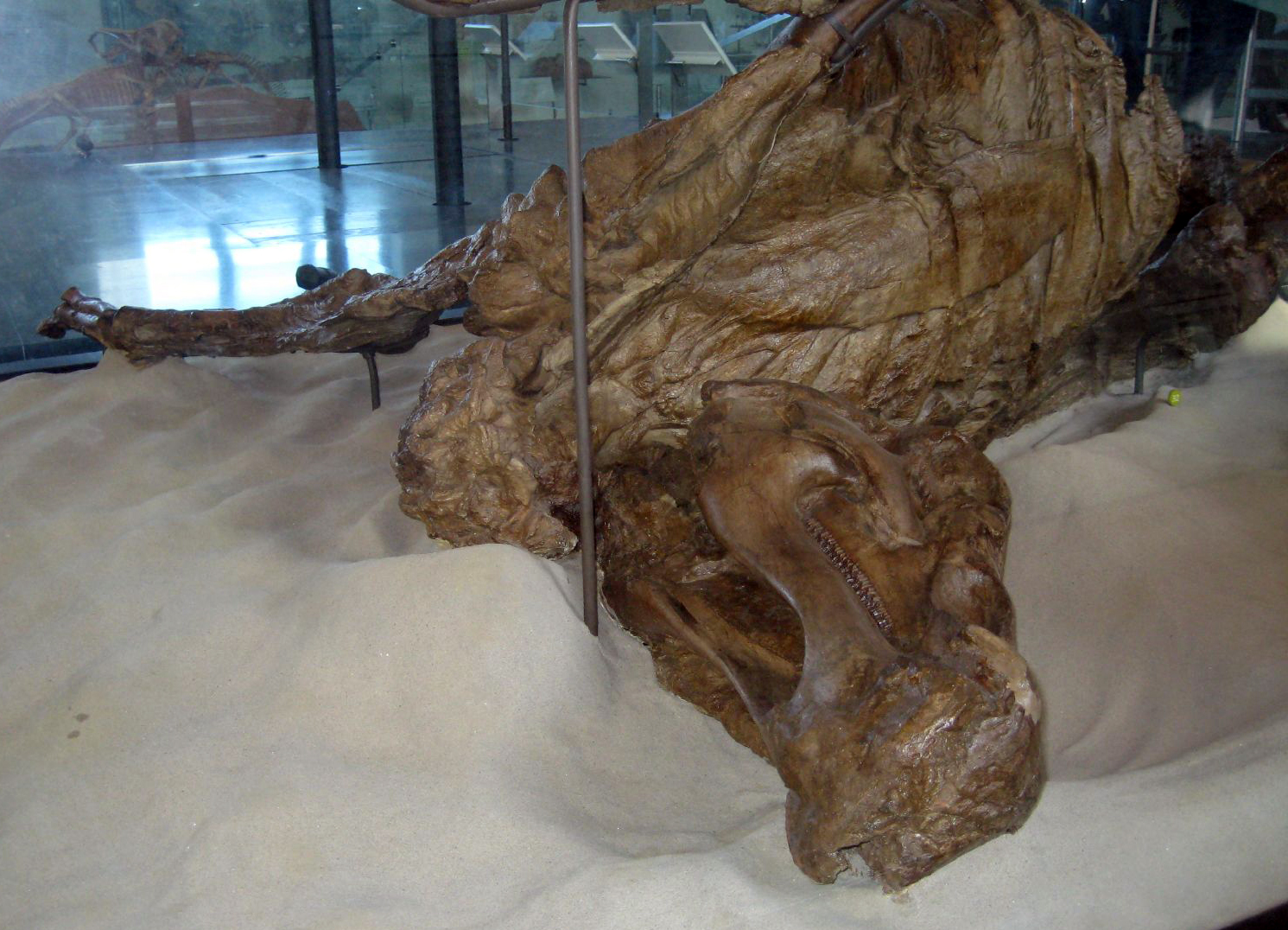
Mumifikálódott maradvány
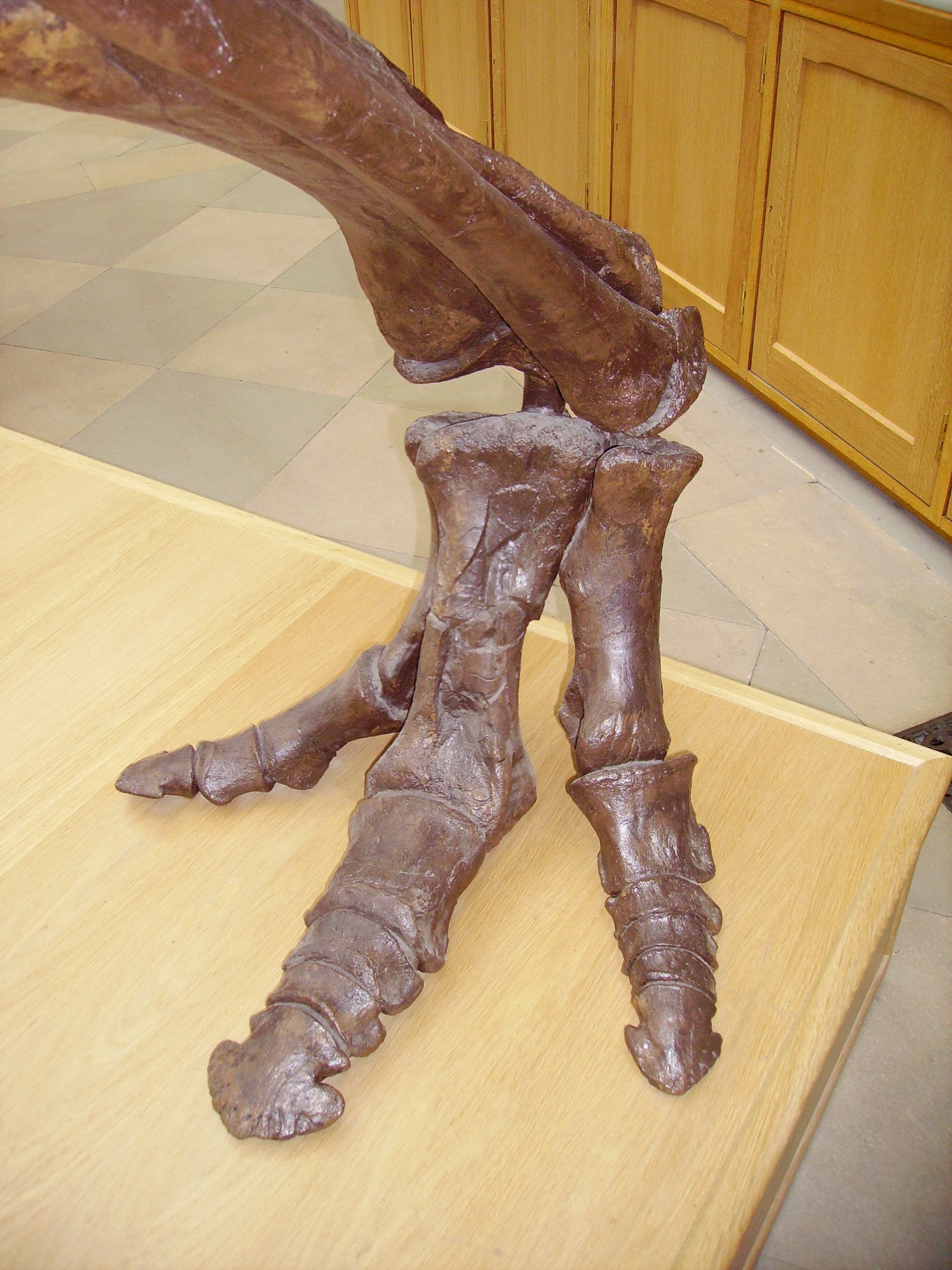
A lábfeje
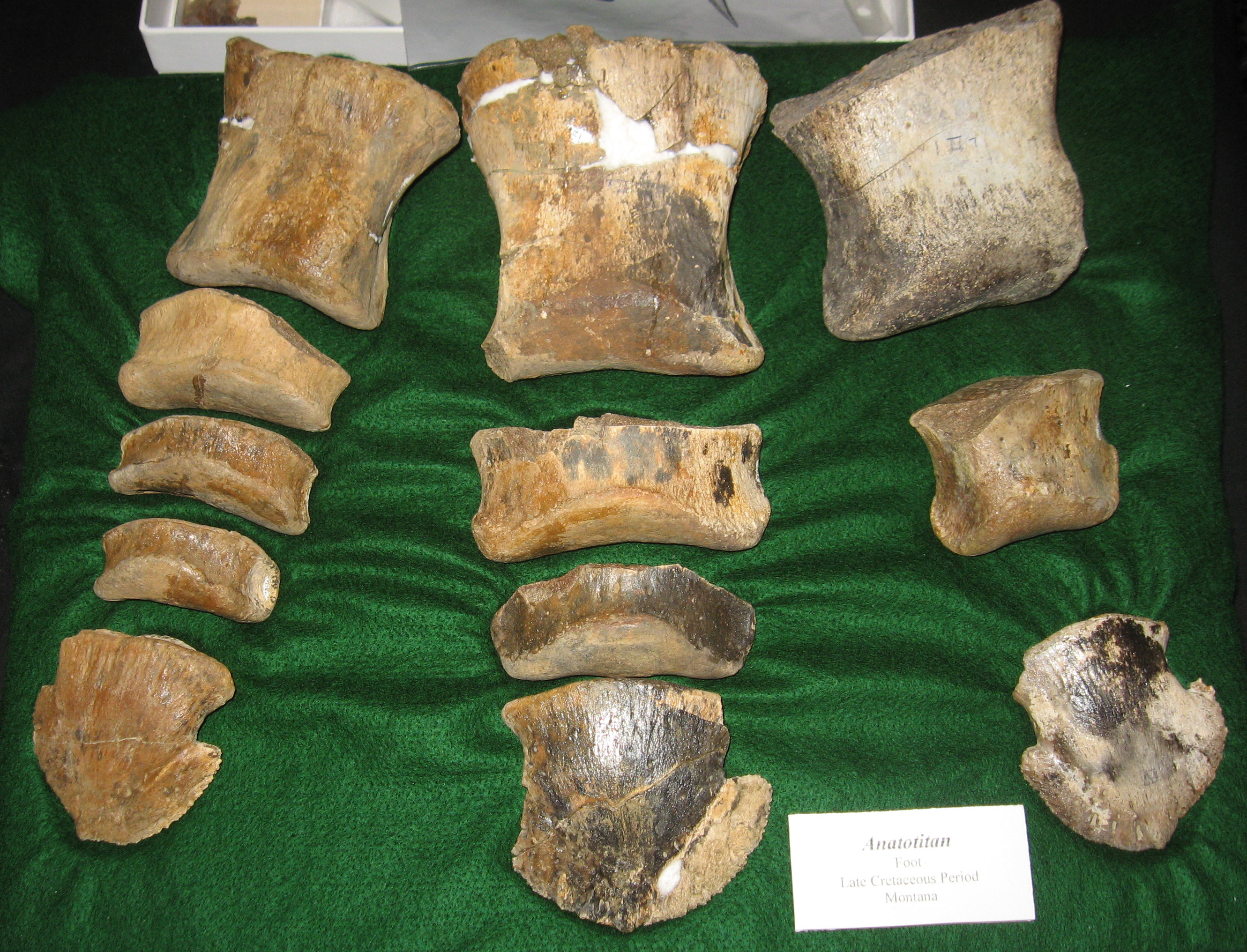
és lábujjpercei

## Fordítás
- Ez a szócikk részben vagy egészben  az   Edmontosaurus annectens című angol Wikipédia-szócikk ezen változatának fordításán alapul.  Az eredeti cikk szerkesztőit annak laptörténete sorolja fel. Ez a jelzés csupán a megfogalmazás eredetét és a szerzői jogokat jelzi, nem szolgál a cikkben szereplő információk forrásmegjelöléseként.